# Johann Eichhorn (Mörder)
Johann Eichhorn (* 8. Oktober 1906 in Aubing; † 1. Dezember 1939 in München) war ein deutscher Serienmörder. Für fünf Morde und neunzig Vergewaltigungen wurde er zum Tode durch das Fallbeil verurteilt und hingerichtet. 

## Leben

### Herkunft und Jugend
Johann Eichhorn wurde als ältestes von acht Kindern in Aubing geboren. Seine Eltern Johann und Magdalena Eichhorn verdienten als Tagelöhner zwar nur wenig Geld, sorgten aber für ihre Familie, so gut es ging. Nach dem Abschluss der Volksschule machte er eine Lehre als Schlosser und bekam danach eine Anstellung bei der Deutschen Reichsbahn als Rangierer. Dort galt er als hilfsbereit und zuverlässig. Johann Eichhorn war der Enkel des Serienmörders Johann Berchtold, der später als „Maxvorstadt-Würger“ bezeichnet wurde.

### Erster Mord
Schon früh wusste Eichhorn, dass sein Verhältnis zu Frauen gestört ist. Zum Beispiel erregte es ihn nicht, wenn Frauen ihn küssten („schmusten“). Erregt war er erst, wenn Gewalt im Spiel war. Seine ersten Vergewaltigungsopfer waren wahrscheinlich seine beiden Schwestern.
1931 lernte er die 16-jährige Katharina Schätzl aus Wolnzach am Oktoberfest kennen. Einige Tage später machte er eine Fahrradtour mit ihr. Auf dieser riss er die junge Frau vom Rad, vergewaltigte und erwürgte sie. Ihre Leiche warf Eichhorn in die Isar.

### Weitere Morde
Katharina Schätzl war sein erstes Mordopfer, zuvor hatte er es bei Vergewaltigungen belassen. Eichhorn sah sich selbst als „wildes Tier“ und machte so Jagd bevorzugt auf Radfahrerinnen in der Dämmerung. Im Frühling 1934 zerrte er die frisch verheiratete Anna Geltl vom Rad und schoss ihr, weil sie sich wehrte, mit einer Pistole in den Hinterkopf. Daraufhin schleppte er sie in ein Gebüsch und trennte ihr dort mit einem achtzehn Zentimeter langen Messer diverse Körperteile ab. Nur ein paar Monate später im Herbst wurde Berta Sauerbeck von ihm in den Hinterkopf geschossen. Doch Sauerbeck überlebte. Daraufhin verscharrte er die Schwerverletzte in einer Abfallgrube unter Müll, wo diese später starb.
1935 heiratete Eichhorn Josefa. Mit dieser bekam er in den nächsten Jahren zwei Kinder. Aber auch dies beendete nicht die Vergewaltigungsserie, aber alle Opfer kamen mit dem Leben davon. Laut Aussagen von Johann Eichhorn liebte seine Ehefrau Gewalt im Bett, so dass das Eheleben halbwegs stabil war.
Im Sommer 1937 wurde Rosa Eigelein sein viertes Mordopfer. Auch dieses Mal verstümmelte er das Opfer, nachdem er ihr in den Kopf geschossen hatte. Wiederum ein Jahr später im Herbst war die 23-jährige Maria Jörg sein letztes Mordopfer. Auch hier ging er nach demselben Muster vor.

### Letzte Straftat und Verurteilung
Am 29. Januar 1939 wollte Eichhorn ein zwölfjähriges Mädchen überfallen und missbrauchen. Dabei wurde er von Passanten beobachtet, die den 1,73  Meter großen, kräftigen Mann überwältigen konnten. Während seiner Untersuchungshaft gestand er im Verlauf von mehreren Monaten in den Verhören die einzelnen Morde. Eichhorn wurde daraufhin von Ärzten und Psychologen untersucht. Laut deren Gutachten sei Eichhorn ein „intellektuell nicht unterdurchschnittlich beanlagter“ Mensch, jedoch handele es sich bei ihm um einen „ethisch und moralisch tiefstehenden, haltlosen, willensschwachen, sexuell aussergewöhnlich triebhaften Psychopathen (...)“, der seine Verbrechen „planmäßig vorbereite“ und „zweckmäßig durchführe“.
Auf die Frage, warum fünf seiner zahlreichen Vergewaltigungsopfer sterben mussten, antwortete er: „Wenn die Mädchen sich bändig wehrten, habe ich zur Waffe gegriffen, weil ich mir da nicht zu helfen wusste“. Als sie dann tot vor ihm lagen, habe er vollständig von ihnen Besitz erlangen können.
Vom Sondergericht München wurde Eichhorn wegen fünf Morden und neunzig Vergewaltigungen zum Tod durch das Fallbeil verurteilt. Seine Frau Josefa ließ sich scheiden, wechselte den Familiennamen und zog in einen anderen Ort. Ende November 1939 schrieb Eichhorn aus dem Gefängnis einen Abschiedsbrief an seine ehemalige Frau und die zwei Kinder: „Nachdem ich schweres Unrecht begangen habe, muß ich auch mit furchtbaren Folgen rechnen. (...) Ich selbst äußerte den Wunsch Euch nicht mehr zu sehen.“ Das Urteil an der „Bestie von Aubing“ wurde am 1. Dezember 1939 im Strafvollstreckungsgefängnis München-Stadelheim vollstreckt.

## Rezeption
Eichhorn ist bis heute relativ unbekannt geblieben, weil sein Fall vom NS-Staat vertuscht wurde, was sicher auch durch seine Parteimitgliedschaft motiviert wurde. Er war zum 1. Mai 1933 der NSDAP beigetreten (Mitgliedsnummer 3.526.622).
Anna Maria Schenkel verarbeitete das Thema in ihrem Kriminalroman "Kalteis" literarisch.